# Karl Schornbaum

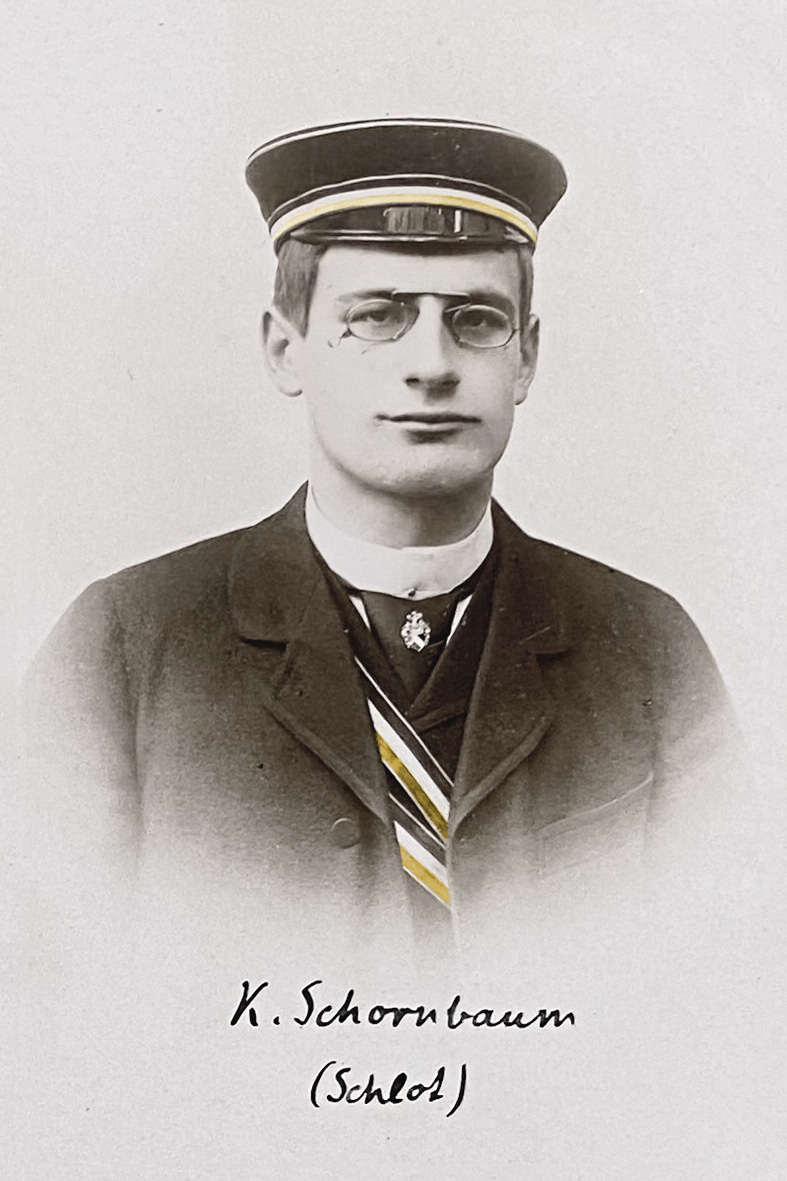
Karl Schornbaum als Student

Karl Schornbaum (* 7. März 1875 in Thundorf in Unterfranken, Unterfranken; † 18. Januar 1953 in Erlangen, Mittelfranken) war ein deutscher evangelisch-lutherischer Pfarrer, Historiker und Archivar.

## Leben
Schornbaum wurde als Sohn des  Pfarrers Johann Wolfgang Schornbaum (1838–1917) und der Auguste Schornbaum, geb. Rosenbauer († 1917) geboren. Sein Theologiestudium in Erlangen, Greifswald und Kiel schloss mit einer Promotion über die Reformation in Franken ab. Während des Studiums wurde er Mitglied im Erlanger, Greifswalder und Kieler Wingolf. Nach seinem Studium war er als Vikar und Katechet in Nürnberg tätig. Ab 1907 wirkte er als Pfarrer in Alfeld b. Hersbruck. Ab 1922 war er Dekan in Roth, seit 1926 Herausgeber der Zeitschrift für Bayerische Kirchengeschichte.
1931 war er Mitbegründer und erster Direktor des Evangelischen Landeskirchlichen Archivs. Seit 1933 hatte er einen Lehrauftrag an der Universität Erlangen inne, ab 1945 dann eine Honorarprofessur für Bayerische Kirchengeschichte. 1933 wurde er auch Mitglied des Nürnberger Wingolf. 1945 erwarb er sich Verdienste um die Sicherstellung wertvoller Archivbestände, von 1946 bis 1952 war er Vorsitzender des Vereins für Geschichte der Stadt Nürnberg. Er verfasste zahlreiche Arbeiten zur bayerisch-fränkischen Kirchengeschichte, darunter die Inventare der evangelischen mittelfränkischen Pfarreien des ehemaligen Konsistoriums Ansbach (1929).

## Werke
- Zur Politik des Markgrafen Georg von Brandenburg, vom Beginne seiner selbständigen Regierung bis zum Nürnberger Anstand, 1528–1532. Auf Grund archivalischer Forschungen. 1906
- Gedächtnisheft für Theodor v. Kolde, gest. 21. Oktober 1913 1914
- Geschichte der Pfarrei Alfeld. Ein Beitrag zur Geschichte des Nürnberger Landes. Auf Grund archival. Forschungen. 1922
- Aktenstücke zur ersten Brandenburgischen Kirchenvisitation 1528. 1928
- Die Einführung der Reformation in der Stadt Hersbruck : auf Grund d. Akten. 1928
- Archivinventare der evangelischen mittelfränkischen Pfarreien des ehemaligen Konsistoriums Ansbach 1929
- Aus dem Proklamationsbuch der ev. luth. Pfarrei Roth : 1650–1674. 1929
- Aus der literarischen Vergangenheit der Stadt Roth bei Nürnberg  1930
- Quellen zur Geschichte der Täufer: Bayern. Band 5. 1951